# Алтенберге
Алтенберге (њем. Altenberge) општина је у њемачкој савезној држави Северна Рајна-Вестфалија. Једно је од 24 општинска средишта округа Штајнфурт. Према процјени из 2010. у општини је живјело 10.212 становника. Посједује регионалну шифру (AGS) 5566004, NUTS (DEA37) и LOCODE (DE ATB) код.

## Географија
Алтенберге се налази у савезној држави Северна Рајна-Вестфалија у округу Штајнфурт. Општина се налази на надморској висини од 79 метара. Површина општине износи 62,5 km².

## Становништво
У самом мјесту је, према процјени из 2010. године, живјело 10.212 становника. Просјечна густина становништва износи 163 становника/km².

## Међународна сарадња
| Мјесто | Држава  | Врста сарадње | Од    |
| ------ | ------- | ------------- | ----- |
| Гојк   | Белгија | партнерство   | 1979. |
| Извор  |         |               |       |